# Superhero (Viki Gabor)
Superhero è un singolo della cantante polacca Viki Gabor, pubblicato il 30 settembre 2019 come secondo estratto dal suo album di debutto Getaway (Into My Imagination).

## Pubblicazione
Il 29 settembre 2019 Viki Gabor ha debuttato Superhero alla finale di Szansa na sukces, programma di TVP2 utilizzato come selezione del rappresentante polacco per il Junior Eurovision Song Contest 2019 a Gliwice. In seguito alla sua vittoria, la canzone è stata pubblicata come singolo in digitale il giorno dopo. Il successivo 25 ottobre è uscita una versione interamente in lingua inglese del brano, mentre il 13 dicembre è uscito un CD singolo in edizione limitata contenente entrambe le versioni.

## Descrizione
Superhero è stato scritto dalla cantautrice polacca Lanberry (già co-autrice del brano vincitore del Junior Eurovision Song Contest 2018, Anyone I Want to Be) insieme a Patryk Kumór e Dominic Buczkowski-Wojtaszek.
Il concorso si è svolto il 24 novembre 2019 presso la Gliwice Arena, dove Viki Gabor si è esibita per undicesima su diciannove partecipanti. Dopo essersi piazzata 2ª nel voto della giuria con 112 punti, è stata annunciata come vincitrice del voto del pubblico con 166 punti, per un totale di 278, sufficiente a garantirle la vittoria contro il Kazakistan, secondo classificato con un distacco di oltre cinquanta punti. Il primo posto di Viki ha portato alla seconda vittoria consecutiva polacca al Junior Eurovision Song Contest, garantendo nuovamente al paese la possibilità di ospitare l'edizione successiva della manifestazione.

## Video musicale
Il video di Superhero, girato a Zagórze Śląskie e diretto da Pascal Pawliszewski, è stato pubblicato sul canale YouTube del Junior Eurovision Song Contest il 10 ottobre 2019.

## Tracce
Testi e musiche di Małgorzata Uściłowska, Patryk Kumór e Dominic Buczkowski-Wojtaszek.
Versione bilingue
1. Superhero (Junior Eurovision 2019 / Poland) – 2:56

Versione in lingua inglese
1. Superhero (English Version) – 2:56

CD singolo
1. Superhero (Polish-English Version) – 2:56
2. Superhero (English Version) – 2:56

## Classifiche

### Classifiche settimanali
| Classifica (2019) | Posizione massima |
| ----------------- | ----------------- |
| Polonia           | 1                 |

### Classifiche di fine anno
| Classifica (2019) | Posizione |
| ----------------- | --------- |
| Polonia           | 63        |
| Classifica (2020) | Posizione |
| Polonia           | 71        |